# Hudební festival Woodstock 1994
Hudební festival Woodstock 1994 byl hudební festival, pořádaný za účelem připomenutí 25. výročí původního Woodstocku v roce 1969. Koncert byl naplánován na 13. a 14. srpen roku 1994, ale třetí den (12. srpen) byl přidán. V roce 1999 byl uspořádán další festival Woodstock.

## Účinkující

### Pátek - 12. srpna

#### North Stage
- Blues Traveler
- Candlebox
- Collective Soul
- Jackyl
- James
- King's X
- Live
- Orleans
- Sheryl Crow
- Violent Femmes

#### South Stage
- 3
- Del Amitri
- Futu Futu
- The Goats
- Huffamoose
- Lunchmeat
- The Paul Luke Band
- Peacebomb
- Rekk
- Roguish Armament

##### Ravestock
- Aphex Twin
- Deee-Lite
- DJ Spooky[1]
- Doc Martin
- Frankie Bones
- Kevin Saunderson
- Little Louie Vega
- The Orb
- Orbital
- Scotto
- Soul Slinger

### Sobota - 13. srpna

#### North Stage
- Joe Cocker
- Blind Melon
- Cypress Hill
- Rollins Band
- Melissa Etheridge
- Crosby, Stills, & Nash společně s John Sebastian
- Nine Inch Nails
- Metallica
- Aerosmith

#### South Stage
- Nenad Bach[2]
- The Cranberries
- Zucchero
- Youssou N'Dour
- The Band společně s Hot Tuna, Bruce Hornsby, Roger McGuinn, Rob Wasserman a Bob Weir
- Primus společně s Jerry Cantrell
- Salt 'N Pepa

### Neděle 14. srpna

#### North Stage
- Country Joe McDonald
- Sisters of Glory společně s Thelma Houston, CeCe Peniston, Phoebe Snow, Mavis Staples a Lois Walden
- Arrested Development
- The Allman Brothers Band
- Traffic
- Spin Doctors
- Porno For Pyros
- Bob Dylan
- Red Hot Chili Peppers (první show s Davem Navarrem)
- Peter Gabriel

#### South Stage
- John Sebastian a the J-Band
- Country Joe McDonald
- Gil Scott-Heron
- WOMAD
  - Xalam
  - The Justin Trio
  - Geoffrey Oryema
  - Hassan Hakmoun & Zahar
- Nenad Bach
- Green Day
- Paul Rodgers Rock and Blues Revue společně s Slash, Neal Schon, Andy Fraser a Jason Bonham
- Neville Brothers
- Santana
- Jimmy Cliff's All Star Reggae Jam společně s Rita Marley, Eek A Mouse and Shabba Ranks